# Автошлях B49 (Німеччина)
Федеральна траса 49 (В 49 нім. Bundesstraße 49) — одна з найдовших федеральних магістралей Німеччини. Вона також проходить як європейський маршрут 44 через Гессен і Рейнланд-Пфальц до кордону з Люксембургом.

## Маршрут

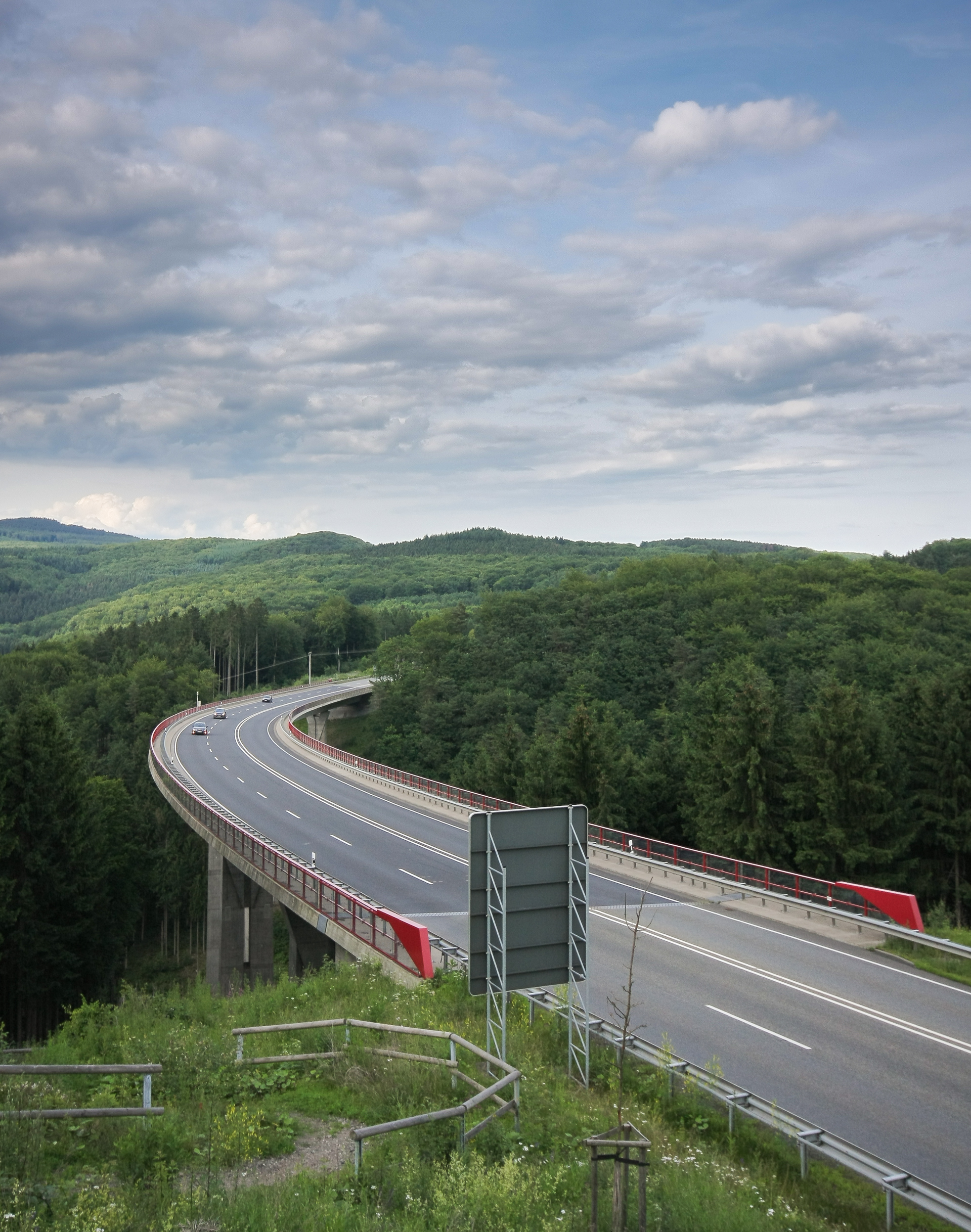
Міст через долину Галслохбах біля Нойхойзеля

Б 49 починається в місті Альсфельд у центральній частині Гессену. Після 55 км як тиха, переважно спускна дорога через Фогельсберг, вона досягає перехрестя Гісен - Урсулум A 485, в яку тут впадає. Після цієї 6-кілометрової перерви маршрут Б 49 від перехрестя Gießen-Bergwerkswald на A 485 вздовж Лан у чотири смуги через Wetzlar-Ost / A 45 міста Гете Ветцлар, там через пункт підключення фідера Вецлар-Дальхайм B277 / А480 (70-й км) через 300-й м завдовжки шумозахисний тунель Dalheimer і далі повз монастир Альтенберг біля Ветцлара та старе житлове місто Вайльбург (90 км) до старого кафедрального міста Лімбург-ан-дер-Лан (114 кілометрів).